# Mošovce
Mošovce (in ungherese Mosóc, in tedesco Moschowitz) è un comune della Slovacchia facente parte del distretto di Turčianske Teplice, nella regione di Žilina, molto importante per i suoi monumenti storici; è anche il luogo di nascita dei poeti slovacchi Ján Kollár e Štefan Krčméry, del compositore Frico Kafenda  e del calciatore Alexander Horváth. Michal Miloslav Hodža, un linguista, poeta e pastore protestante slovacco studiò nel villaggio.

## Galleria d'immagini

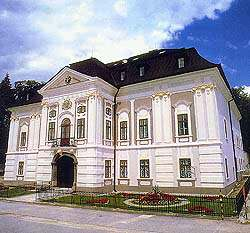
Castello di stile rococò-classico a Mošovce
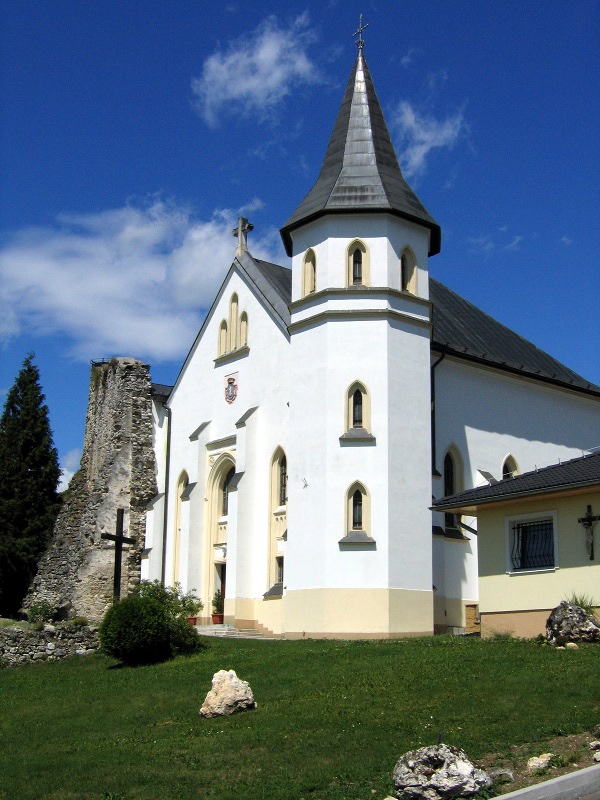
Chiesa cattolica a Mošovce

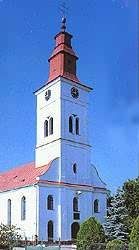
Chiesa protestante a Mošovce
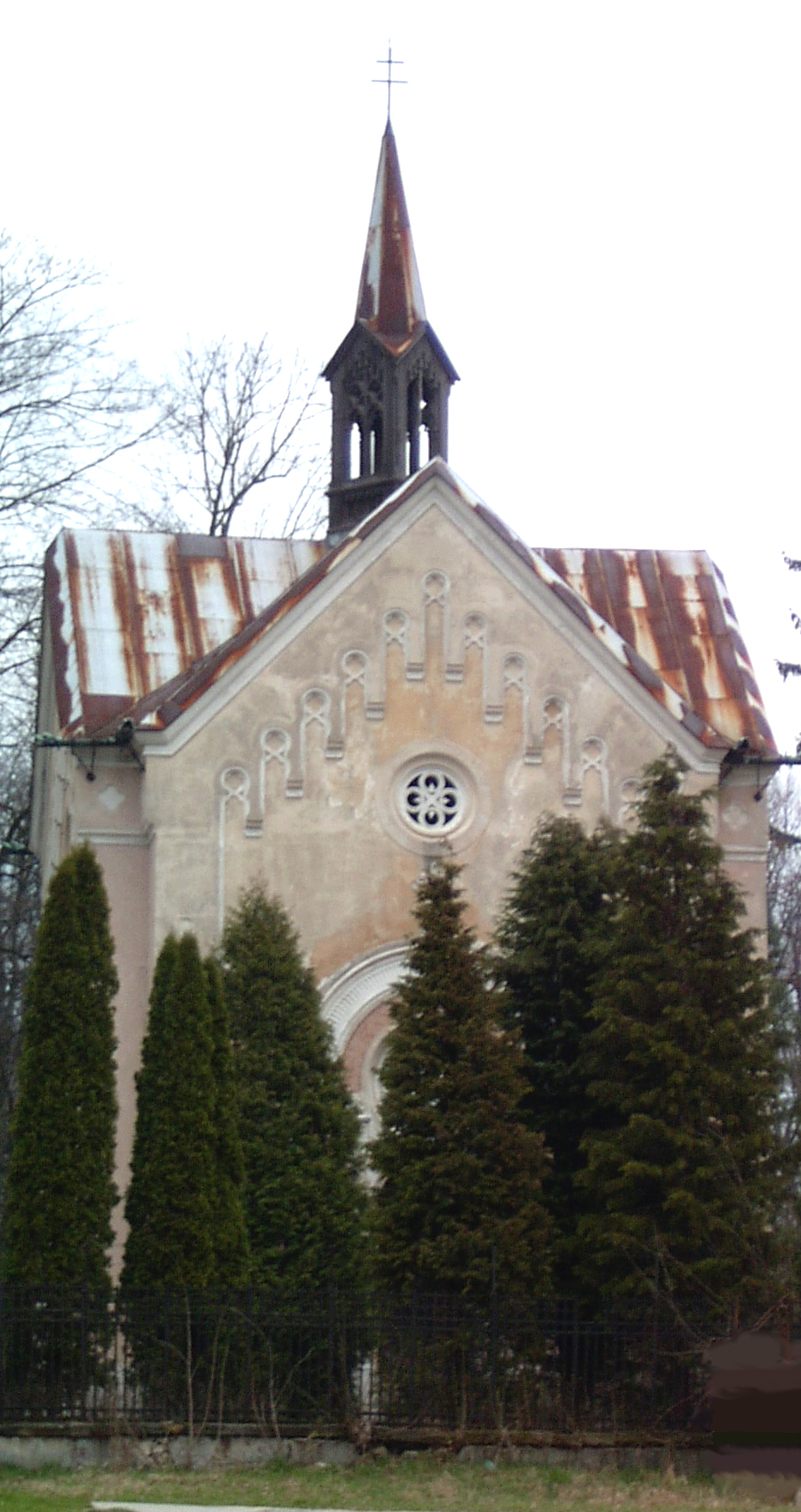
Cappella neogotica, successivamente mausoleo e attualmente museo a Mošovce
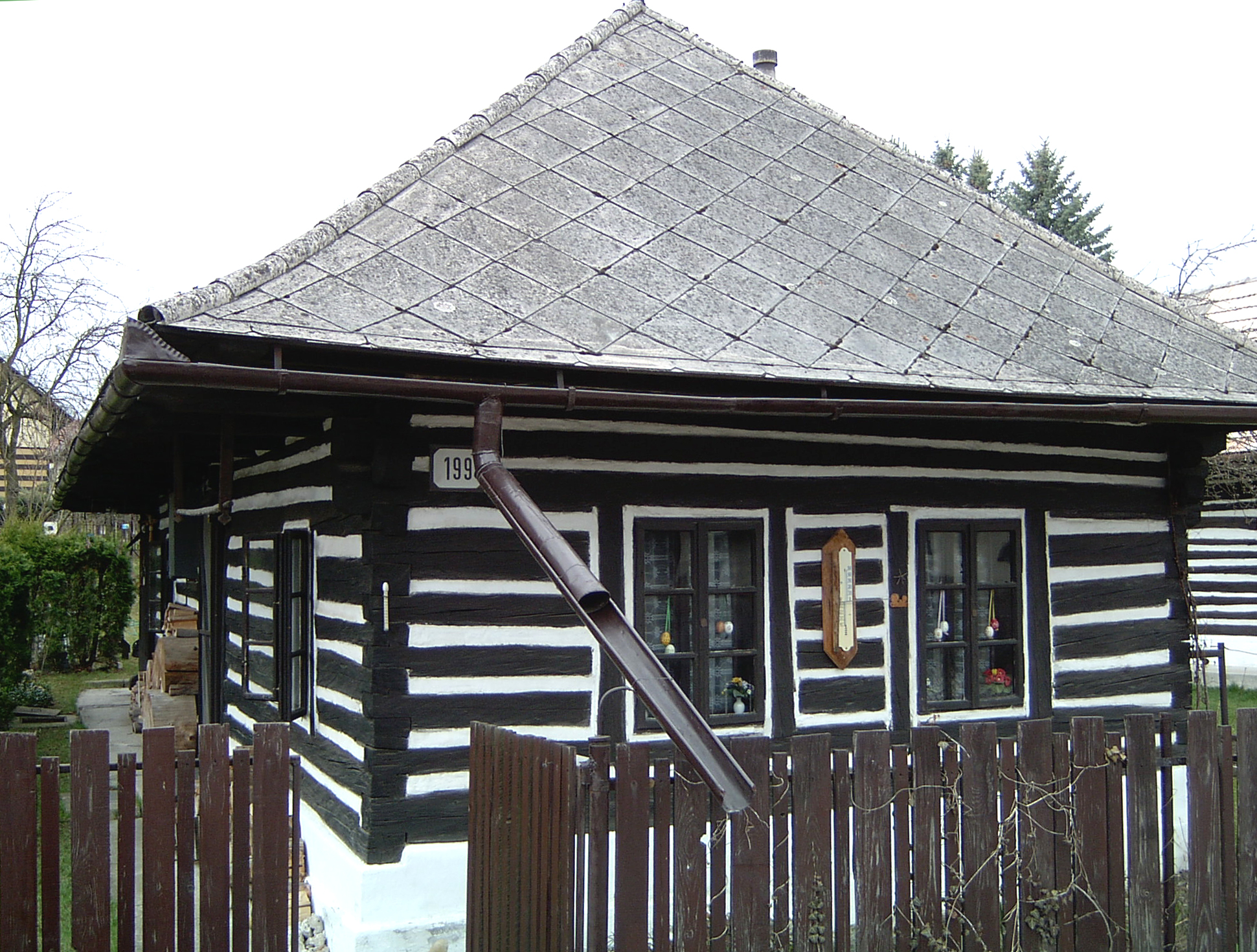
Architettura originale di case di Mošovce